# Математический рок
Математический рок, или мат-рок (англ. Math rock) — направление рок-музыки, возникшее в конце 1980-х годов в США. Математический рок характеризуется сложной, нетипичной ритмической структурой и динамикой, резкими, часто негармоничными риффами.

## Особенности
В рок-музыке наиболее распространен музыкальный размер 4/4. В мат-роке чаще всего используются нетипичные размеры, такие как 7/8, 11/8, или 13/8, или музыкальный размер регулярно меняется на протяжении композиции. Ритмическая сложность, казавшаяся «математической» многим слушателям и музыкальным критикам, дала формировавшемуся стилю его название. Музыку групп, исполняющих математический рок, можно отнести к построку, прогрессивному року, хэви-металу и панк-року, но эти группы никогда не могут быть отнесены к типичным представителям этих стилей.
Тексты песен и их исполнение обычно не занимают центральное место в мат-роке. Голос вокалиста обычно используется лишь как ещё один звуковой эффект или инструмент в музыкальной композиции. Кроме того, многие группы, относящиеся к этому стилю, исполняют полностью инструментальную музыку.

## Развитие
В то время когда некоторые музыкальные коллективы, которые возникли в 1960-х, — такие как Henry Cow, Капитан Бифхарт, Frank Zappa и многие другие группы 1970-х и 1980-х годов: Genesis, Gentle Giant, Rush, King Crimson, и Pink Floyd, — экспериментировали с необычными размерами, их обычно относили к определённому стилю, называемому прогрессив-рок. На канадскую панк-рок-группу NoMeansNo (основана в 1979 году) ссылаются как на оказавшую огромное «скрытое влияние» на мат-рок. Некоторые фанаты считают, что NoMeansNo — первая в истории настоящая мат-рок-группа.
В 1990-е годы более тяжёлый и структурно-сложный стиль, называемый мат-роком, выделился из нойз-рока. Этот стиль был особенно актуален в Чикаго и других городах Среднего Запада, возросший также под влиянием групп из Японии и Южной Калифорнии. Эти коллективы наследовали различные направления в музыке, начиная от Игоря Стравинского, Джона Кейджа, Стива Райха до хаотичной джазовой манеры Джона Зорна и Naked City, и критики сразу же окрестили этот стиль мат-роком.

### Группы Среднего Запада
В течение 1990-х годов в основном все мат-рок-группы сосредотачивались в городских центрах Американского среднего запада, в регионе, называемом Rust Belt («пояс ржавчины» или «ржавая зона»), который располагается от Миннеаполиса до Буффало с центром в Чикаго. Там же работал инженер-звукорежиссёр Стив Альбини (Steve Albini), который являлся ключевой фигурой на этой сцене. Многие мат-рок-группы поблизости привлекали его для записи своих альбомов, создавая фонотеку этого жанра, некое определённое единообразие звука и, охватывая творчество его прошлых и настоящих групп Shellac, Rapeman и Big Black, «клали их под стекло» как образец.
Также многие мат-рок-группы выпускали свои альбомы на чикагском лейбле Touch and Go Records, а также на Quarterstick Records и Skin Graft Records.
Некоторые ключевые группы того периода: Bastro, Table, Cheer-Accident, Shellac и Breadwinner. Также близ Чикаго в городе ДэКалб штат Иллинойс работала группа U.S.Maple, которая была сформирована из пепла Jesus-Lizard-подобной группы Shorty. U.S Maple были более неконструктивны в подходах создания рок-музыки, и этим походили на Капитана Бифхарта. Их отличало свободное обращение с ритмикой, которая в композициях только изредка возвращалась к традиционным рок размерам. Таким образом, группа не была в той же степени «математичной», как другие команды в жанре, но тот же процесс развенчивания рок-музыки по-прежнему имел место.
Несколько других мат-рок групп 1990-х, характерных экстремальной ритмической сложностью и брутальным звуком, базировалось в центральном регионе запада США: Craw и Keelhaul из Кливленда, Dazzling Killmen (Сент-Луис), Colossamite (Миннеаполис).

### Питтсбургские группы
Город Питтсбург — родной дом для наиболее показательной мат-рок-группы Don Caballero. Образованные в 1991 году Don Caballero впервые сумели успешно смешать тяжёлый нойз-роковый звук с влиянием авангардного джаза и неистовую игру на барабанах Деймона Че (Damon Che). Как и многие другие группы в этом стиле, группа презирала ярлык мат-рока, который частенько приклеивали к ним критики. Временный басист Мэтт Дженсик (Matt Jencik), участник другой команды из Питсбурга, называемой Hurl, также проводил время в Don Caballero. Бывший гитарист группы Майк Бэнфилд (Mike Banfield) отмечал, что творчество коллектива Breadwinner оказало важное влияние на звучание группы. Другой бывший гитарист Don Caballero Иэн Вильямс (Ian Williams) всерьёз «тащился» от минимализма Стивена Райха, что особенно заметно в последнем релизе группы American Don. Вильямс в дальнейшем продвигал такую манеру игры в его новом коллективе Battles. Don Caballero распались в 2001 году после происшествия с багажным фургоном группы, которое внезапно закончило их тур в поддержку альбома American Don. Че (Damon Che) восстановил группу в 2004 году с совершенно другим составом из участников другой мат-рок группы из Питсбурга Creta Bourzia.
В стороне от Don Caballero другие существующие группы в течение середины 1990-х годов — зенита мат-рока, такие как Shale, Jumbo и Six Horse (в которой играл один из бывших Басистов Don Caballero Пэт Моррис (Pat Morris)), были сходны с их местными союзниками в звуке — «математичном», металлическом роке.

### Группы Сан-Диего
Образованная в 1990 году в Сан-Диего группа Drive Like Jehu, выделяющаяся беспорядочной гитарой Джона Райза (John Reis) из Rockets from the Crypt была примером техничной рок-музыки, которая была продемонстрирована в последнем альбоме Yank Crime. Группа распалась в 1994 году.
Другие группы Сан-Диего того времени были чем-то похожи на Drive Like Jehu, среди них Antioch Arrow, Clikitat Ikatowi и Heavy Vegetable.
Последняя из списка, группа Heavy Vegetable взяла более мелодичный курс, чем две предыдущие и отличалась своим гениальным сочинителем Робом Кроу (Rob Crow), который был в состоянии умело сплавить мелодию и гармонию со сложной ритмической структурой.

### Японские группы
Некоторые мат-рок группы из Японии разработали тесные отношения с чикагским лейблом Skin Graft. Наиболее известными японскими группами были Zeni Geva и Ruins, вместе с Yona-Kit, которая появилась в ходе сотрудничества японских и американских музыкантов. Японский мат-рок оказал раннее влияние на некоторые (если не на большинство) ранних американских мат-рок групп, так, например, и Zeni Geva и Ruins образовались за несколько лет до того, как активировались их североамериканские коллеги.

### Вашингтонские группы
Вашингтон также поспособствовал в образовании звука мат-рока, такими группами как Shudder to Think, Faraquet, 1.6 Band, AutoClave, позже Jawbox и Circus Lupus, а также другие. Позднее говорилось о влиянии звука ранних Q and not U. Несмотря на то, что у вашингтонских групп была тенденция включать необычные размеры в свои уже эклектичные композиции, некоторые из них были отнесены к этому жанру.
Группа из Ричмонда Breadwinner, которых приписывают в нишу мат-рока, рассматривая только их раннее творчество, породила некоторое количество более поздних групп в этом же городе. В прямые потомки включают Sliang Laos и Ladyfinger, а в качестве предшественников называют Honor Role и Butterglove. Хотя существовали и другие Ричмондские группы связанные с жанром мат-рок, такие как Kenmores, Sordid Doctrine, MEN, Alter Natives, Mao Tse Helen, Hose.got.cable, Mulch, Hegoat, King Sour, chutney, HRM, Nudibranch, Gore de Vol и Human Thurma. Недавно образованная группа Hex Machine в своём роде продолжают эту связь с влиянием мат-рока, и эта связь охватывает участников Human thurma, Discordance axis и Sliang Laos. Кроме того, Ричмондские Lamb of God относят Breadwinner к ранним основным источникам вдохновения.

### Звук Луисвиля
В 1991 году Slint — молодая команда из Луисвиля — выпустила свой альбом Spiderland.
Он задумывался, как крайне влиятельный по своей значимости альбом, но не только для мат-рок сцены, но и вообще для всей андеграундной музыкальной аудитории внутри и снаружи. Звук этой недолго существующей группы, базирующийся на соединении множества гитарных партий, записанных на чистом «звуке» (не перегруженном) в сложном ритмическом размере, был более спокойным, уравновешенным и не таким металлизированным, как у большинства других мат-рок групп. Таким образом этот стиль (и его клоны) представляли отдельную ветвь в жанре мат-рока. Несколько групп, которые последовали в своём творчестве за Slint (включая те, в которых впоследствии играли её бывшие участники) так же использовали нестандартные размеры. Такими группами были Bitch Magnet, Rodan, Crain, The For Carnation, June of 44, Sonora Pine, Roadside Monument и Shipping News.

### Vanguarda Paulista
В ранние 1980-е город Сан-Паулу дал толчок для движения, которое называлось Vanguarda Paulista. Оно процветало в крупнейших южно-американских городах в те времена, когда начала сыпаться бразильская военная диктатура. В оригинале Vaguarda Paulista было авангардным крылом популярной бразильской музыки (MPB) завоёванной такими артистами как Arrigo Barnabé, Alice Ruiz, Hélio Ziskind, Patife Band и многими другими, кто играл угловатый джаз-рок, с постоянно «скачущими» размерами, вызывающий ассоциации с Фрэнком Заппой (Frank Zappa) и Генри Кау (Henry Cow). К началу XXI века появилась Новая Волна арт-рок групп таких как: Hurtmold, Objeto Amarelo и Retórica, которые были под сильным влиянием звука Северного полушария. Новые Бразильские группы иногда называют Vanquarda Nova или New Vanquard.

### Современный мат-рок
На пороге XXI века большинство групп предыдущего поколения такие, как Thumbnail и Sweep the Leg Johnny распались, и как одно из многих музыкальных движений, определяемых в постоянно изменяющейся и неуловимой андеграундной рок-сцене, мат-рок-движение перестало признаваться большинством групп, к нему относящихся.
Несмотря на это, влияние движения заметно в творчестве авангардной и инди сцен. Команды, обозначившие себя, как мат-рок группы включают такие коллективы как Oxes из Балтимора, Yowie из Сент-Луиса, чей альбом Cryptooology полностью выдержан в нечётных, полиритмических размерах, Big Bear из Бостона и группа из Сан-Франциско Sleepytime Gorilla Museum.
Некоторые группы, относящиеся к мат-року, переживают сейчас что-то вроде второй волны популярности, путём воссоединений и выдающихся событий. Примером из недалёкого прошлого может послужить тур воссоединения группы Slint в 2005 году, воссоединение Chavez в 2006 году. Возобновление активности Shellac или, например, воссоединение Don Caballero с выходом их нового альбома в 2006 году выглядит именно так, как будто группы из Питсбурга продолжают сочинять сложную рок-музыку. Майк Бэнфилд (Mike Banfield) участник Don Caballero с самого первого состава собрал группу Knot Feeder в 2006 году, так же как и экс-басист Пэт Моррис (Pat Morris) образовал The Poison Arrows.
К тому же в разных уголках США появляются с завидным постоянством новые рок-группы, которые так или иначе используют мат-роковую концепцию для формирования собственного звука, собственных методов подачи, среди них такие как: Rumah Sakit, Tera Melos, Medications, Gastr Del Sol, We Versus the Shark, Cinemechanica, Piglet, Sleeping People и многие другие коллективы.
Великобритания совсем недавно тоже начала проявлять интерес к мат-року в лице таких групп, как ¡Forward, Russia!, Secondsmile, 65daysofstatic, Maybeshewill и Youthmovie Soundtrack Strategies, The Smile. Хотя эти группы нельзя назвать типичными мат-рок-командами, но этот жанр повлиял на их творчество.
Наиболее близким жанром по отношению к мат-року приходится построк, к которому отчасти можно отнести некоторые из выше описанных групп. Хотя построк обычно стремятся определить, как более гладкую, мелодичную, более гармоничную рок-музыку.